# 10477 Lacumparsita
10477 Lacumparsita eller 1981 ET41 är en asteroid i huvudbältet som upptäcktes den 2 mars 1981 av den amerikanska astronomen Schelte J. Bus vid Siding Spring-observatoriet. Den är uppkallad efter musikstycket La Cumparsita.
Asteroiden har en diameter på ungefär 3 kilometer.